# Evergestis forficalis
The Garden Pebble (Evergestis forficalis) là một loài bướm đêm thuộc họ Crambidae. Nó được tìm thấy ở châu Âu, châu Á và Bắc Mỹ.

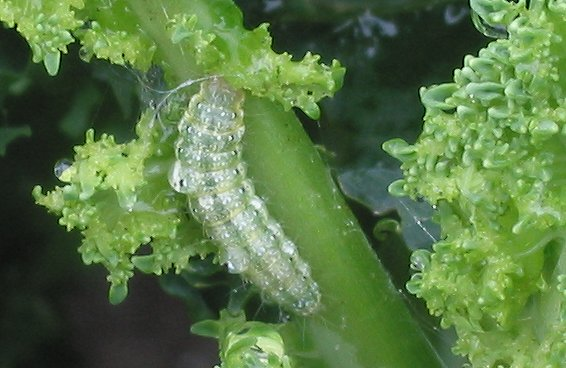
Sâu bướm

Sải cánh dài 25–28 mm. Cánh trước dài 12–14 mm. Con trưởng thành bay từ tháng 5 đến tháng 9 tùy theo địa điểm.
Ấu trùng ăn các loài Brassicaceae, như cải Brussels và Kale.

## Hình ảnh

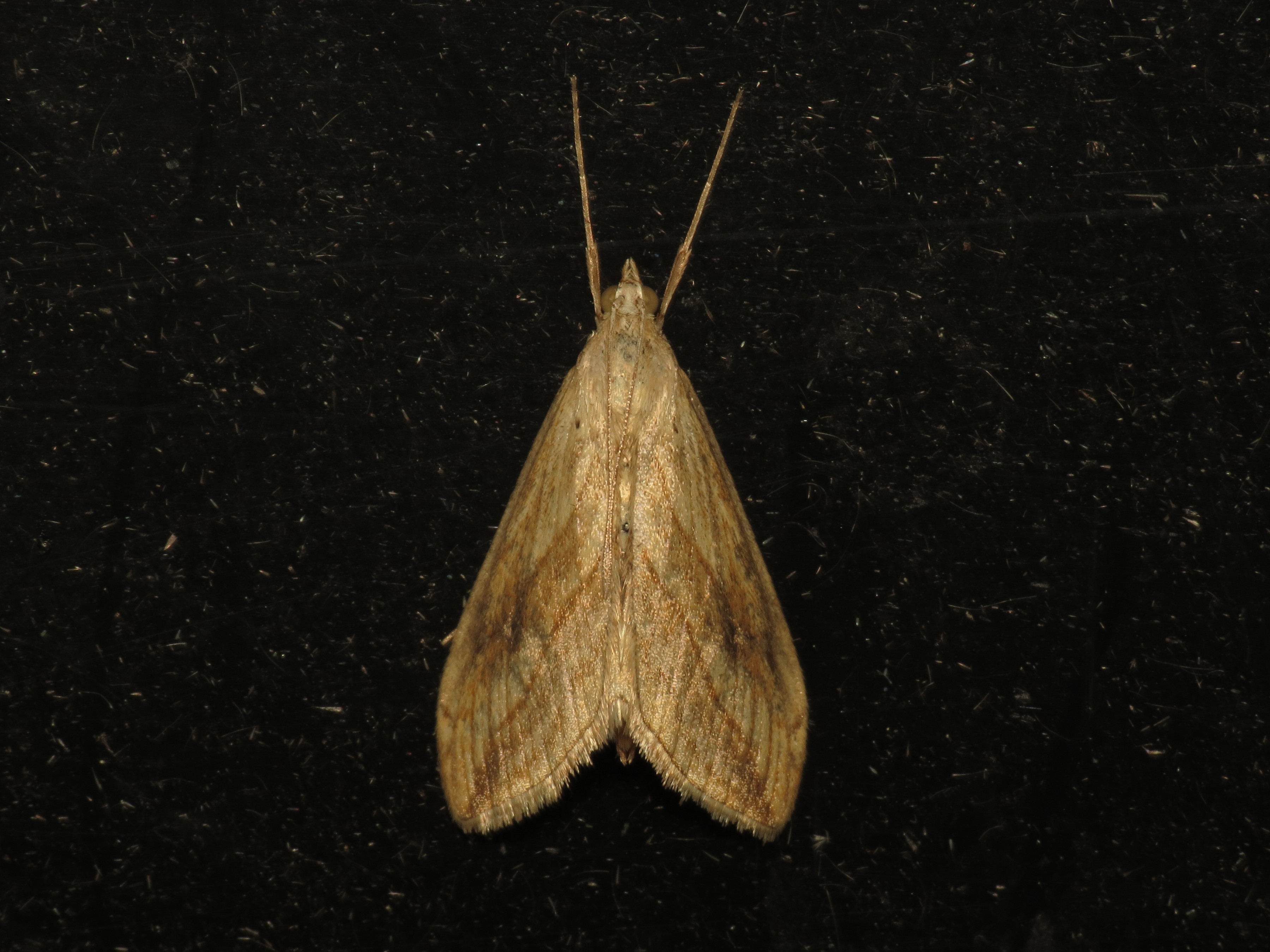
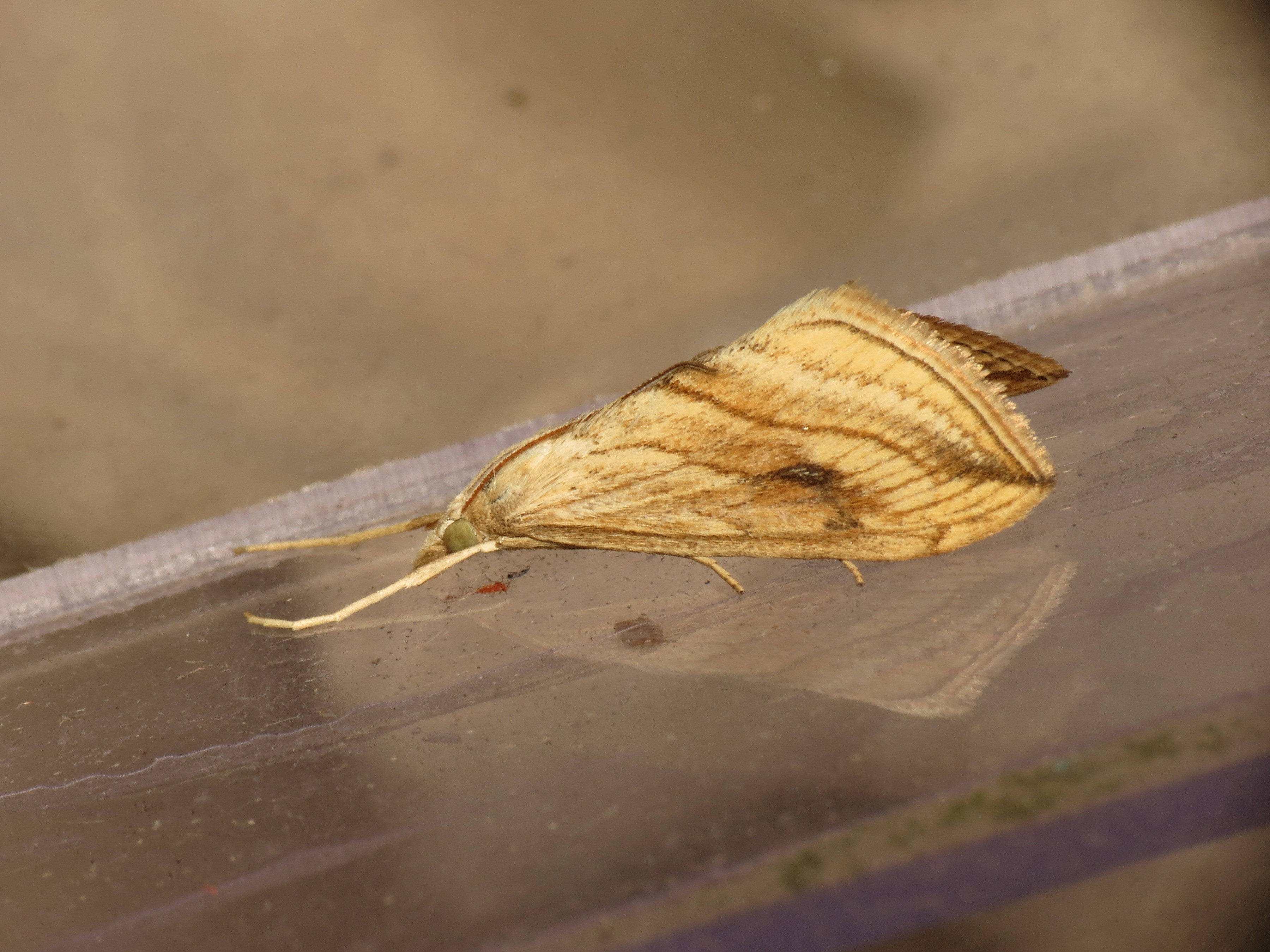
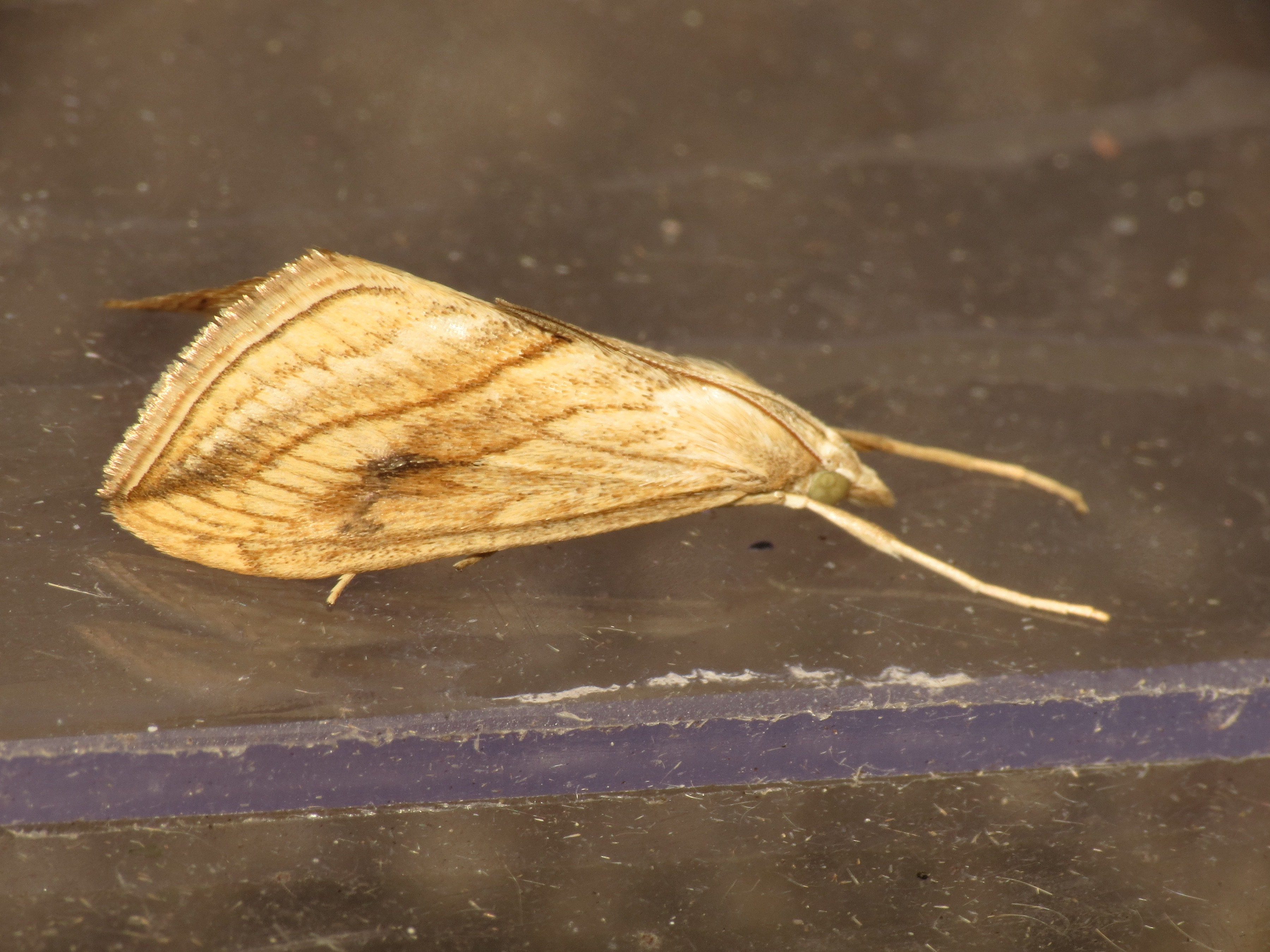
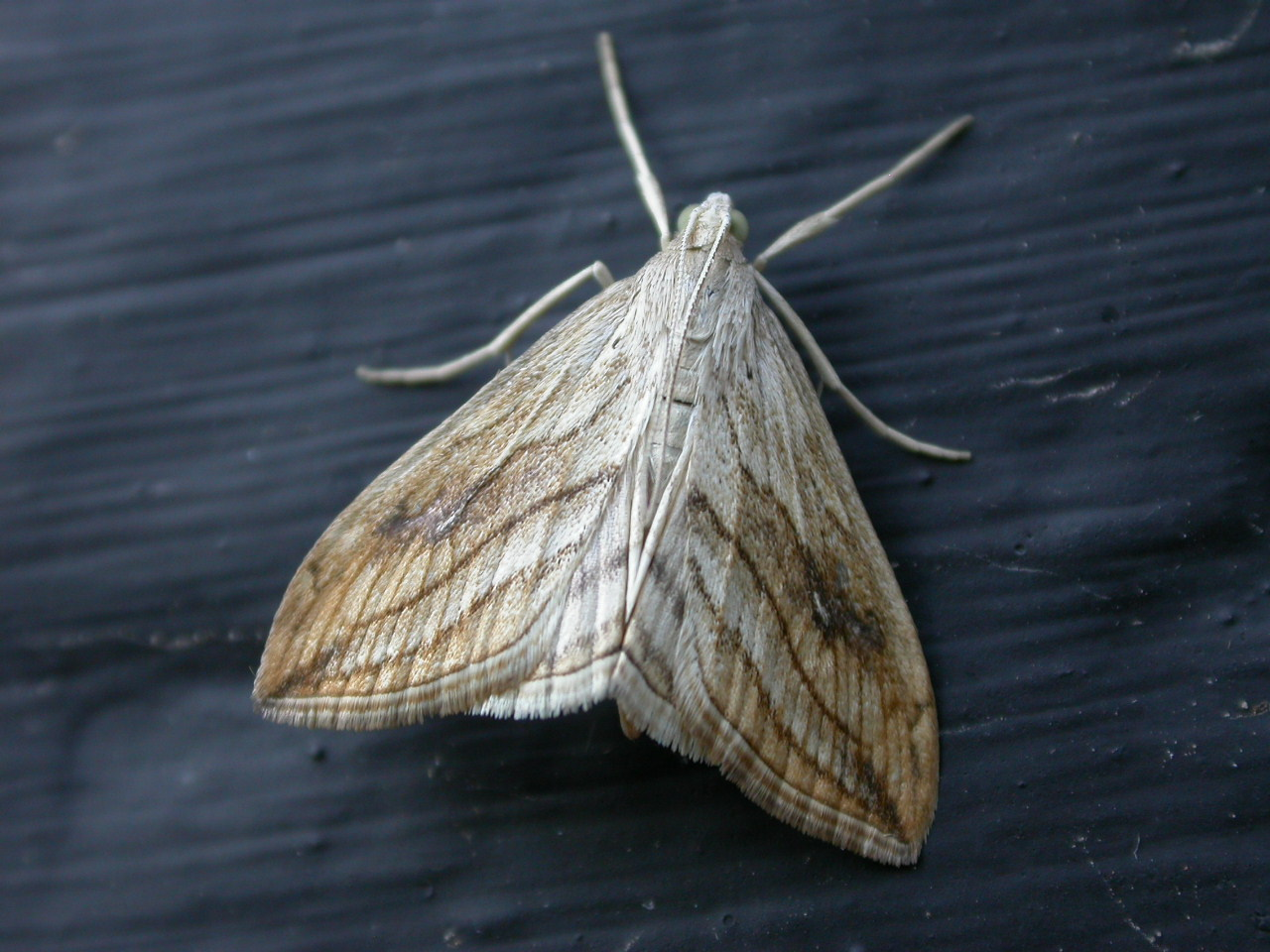